# トロピカルKISS
『トロピカルKISS』（トロピカルキス）は、2009年9月25日に日本のゲームブランドTwinkleより発売されたWindows用アダルトゲームソフト。略称は「とろきす」。Twinkleの第1弾ソフトである本作は、新規オープンするリゾート施設『A・LO・HA（アロハ）』で5人のヒロインが主人公を巡って奔走するドタバタラブコメディである。2014年に続編にあたる『トロピカルVACATION』が発売された。トロピカルKISSのキャラクターも登場する。

## ストーリー

### プロローグ
主人公の草刈海人は、学園卒業の日に幼馴染の日向花火に告白するも「考えさせてほしい」と答えられる。それを失恋と受け取った彼は「BIGな男」になると誓い、大学には進学せず上京する。彼はBAR「虹」で働くが、なかなか目標をみつけられずにいた。「虹」で働き始めてから2年後のある日、彼は新規オープンのリゾート施設『A・LO・HA』へアルバイトとして就職し、かつてあこがれていた早乙女凪が同施設の支配人となっていたことを知る。一方、花火もまた失踪した海人を探すために大学を中退して上京し、『A・LO・HA』にて彼と再会する。
また、海人の元同僚である葵祭や、海人の元隣人である氷室立夏をはじめとする海人の周囲の人々だけでなく、『A・LO・HA』の運営会社である水無月興産株式会社の社長令嬢・水無月泉もそれぞれの理由で同施設にアルバイトに来ていた。

## 登場キャラクター

### メインキャラクター
草刈 海人（くさかり かいと）
声 - なし（ゲーム） / 不明（OVA）
主人公。学園卒業の日に花火にフラれた（と早とちりした）のを境に「BIGな男」になると誓い、大学には進学せず上京し、BAR「虹」で約2年間働いたのちにアロハでアルバイトをすることになる。
仕事は真面目で細かい気配りができ、アロハでは全体のリーダーを担当する。
実妹である菜種を宇宙一可愛いと溺愛する重度のシスコンである一方、両親とは勘当状態にある。幼い頃のトラウマでカナヅチ。乳解説ができるほどのおっぱい星人で、全てのヒロインが初体験で悲鳴を挙げるほどの巨根。
日向 花火（ひなた はなび）
声 - 桃井いちご
身長：160cm / 血液型：O型 / スリーサイズ：B88/W59/H87 / 好物：パスタ / 趣味：掃除 / 特技：水泳
海人の幼馴染で、アロハにアルバイトとして勤務している。明るい性格ですぐ手が出る。卒業の日に海人に告白されたものの「考えさせて」と半ば断った形となってしまい、失踪した海人を探すために大学を中退して上京、のちにアロハで再会することになる。嫉妬から立夏とはウマが合わない。家族とは家を出てから勘当状態。
氷室 立夏（ひむろ りっか）
声 - 風音
身長：160cm / 血液型：B型 / スリーサイズ：B79/W54/H82 / 好物：インスタント食品 / 趣味：酒盛り・豊胸特訓 / 特技：どこでも寝られる
アロハのアルバイターの1人で、海人がアロハに勤務する前までに住んでいたアパートのお隣さんで酒飲み仲間。2年前に出会って暫くした頃に酔った勢いで海人と肉体関係を結んだため、彼は立夏に頭が上がらない。また、立夏も海人と出会った当時の写真を密かに大切にしている。
酒屋でアルバイトをしていたが、仲間に告白されて断ったのを機に人間関係が悪化して酒屋を辞め、アロハでアルバイトすることになる。その後も寮に移らずアパートから通い続けている。普段はクールな性格をしているが、自らの貧乳を気にしており、そのことに触れるだけで不機嫌になる。料理は不得意だが、インスタント食品に工夫を加えた料理は意外と好評であり、労力を惜しむ性格から経験不足なだけである。パソコンは使うものの機械音痴で操作は不得意。
葵 祭（あおい まつり）
声 - みる
身長：155cm / 血液型：A型 / スリーサイズ：B90/W59/H86 / 好物：チーズケーキ / 趣味：つまみ食い / 特技：料理・お酒作り
アロハのアルバイターの1人。海人が上京してアルバイトするようになったBAR「虹」で知り合った仲間。何もないところでもよく転ぶドジっ娘で、甘いものなら何キログラムでも食べられる食いしん坊。海人に告白したもののその日に両親にアルバイトを辞めさせられた上、その際に携帯電話も壊して音信不通になったため、アロハで再会するまで海人からは騙されたと思われていた。父はバーテンダー、母はパティシエールで、本人もどちらの技能も人並み以上に持っているものの、それゆえどちらの道に進むか決めかねている。
水無月 泉（みなづき いずみ）
声 - 倉田まりや
身長：153cm / 血液型：AB型 / スリーサイズ：B85/W58/H85 / 好物：キャビア・フォアグラ・トリュフ・ツバメの巣 / 趣味：乗馬・柔術 / 特技：半径3km以内なら海人の気配を感じられる
アロハのアルバイターの1人。アロハを経営する水無月興産株式会社社長の令嬢だが、父の大切にしていた高級品の皿を割ってしまい、その弁償と社会勉強のためにアルバイトをすることになった。女子学園に通っており、学校が終わってから勤務している。礼儀正しいが、恥じらいは皆無。海人のアロハ面接の日に彼の裸を見てしまったため、「男子の裸を見たもののと嫁ぐべし」という家の家訓と彼の巨根に一目惚れし、彼との婚約を宣言する。水無月流柔術の使い手で、受身だけで3階程度の高さなら無傷で、その一撃は海割りさえできる上、海人を抱えられるほどのパワフルさを持っている。
早乙女 凪（さおとめ なぎ）
声 - 七ヶ瀬輪
身長：168cm / 血液型：A型 / スリーサイズ：B93/W61/H89 / 好物：牛肉・豚肉・鶏肉・ラム肉 / 趣味：仕事 / 特技：ギャンブル
アロハの若き支配人で、海人の憧れの相手。彼のアルバイト面接の日に再会し、昔からお互い好意を寄せていたことを告げられる。真面目で「BIGな女」を目指している。大食いで、焼肉が大好き。プロポーションは抜群で、カジノフロアではバニーガールの衣装を着ており、学生時代には数々の伝説を作っている。

### サブキャラクター
涼風 蛍（すずかぜ ほたる）
声 - 葉村夏緒
身長：152cm / 体重：42kg / 好物：和食全般 / 趣味：散歩 / 特技：華道・茶道
アロハの受付担当。泉とは親友であり、同じクラスに在籍している。一見おしとやかだが、時折腹黒い一面を持つ。
ゲーム内での表示は「ほたる」。
所 天（ところ てん）
声 - 夏村伊介
身長：174cm / 体重：62kg / 好物：2次元 / 趣味：エロゲー・ギャルゲー / 特技：絶対音感（喘ぎ声で声優がわかる）
アルバイト仲間の1人で主にカジノ担当。ハンドルネーム「鳳凰院朱雀」を名乗るものの、皆からは心太（しんた）と呼ばれている。生粋のオタクで3次元には目もくれない。
片陰 風鈴（かたかげ ふうりん）
声 - かわしまりの
身長：172cm / 体重：56kg / 好物：カリフォルニア料理 / 趣味：うるぶ（食う・寝る・遊ぶ） / 特技：鞭
凪の同僚でカジノ担当。いつもバニーガールの姿で、鞭でよく心太をいたぶっている。信条は「うるぶ」（食う・寝る・遊ぶ）。自由奔放で身体能力も高くコネもあったり色々謎な人物。
草刈 菜種（くさかり なたね）
声 - 青葉りんご
身長：120cm / 体重：21kg / 好物：チョコ・魚・兄 / 趣味：兄の後ろをちょこちょこ付いて行くこと / 特技：動物と友達になれる
海人が溺愛する実妹。兄を追ってアロハに到着し、同居している。カツマタを釣り上げて友達になり、飼育も担当している。兄のことが大好きで、就寝時は兄の股間を枕にしている。
カツマタ
声 - 中澤アユム
菜種が釣り上げた喋るシャチ。人語を喋り、なぜか武士言葉。体長も1メートルくらいしかなく普通のシャチには見えず、頭に武士よろしく月代を入れ髷を結っている。アロハでは機械仕掛けの浮き輪の振りをして、子供の相手をすることが多い。名付け親でもある菜種を君主のように慕っている。
マスター
声 - 三原椎名
本名は不明。海人がかつてアルバイトしていたBAR「虹」のマスター。海人や祭が辞めた後にアロハへ移転している。祭の父の師でもある。
海人に接客の何たるかを教え、時には相談にも乗ってくれる。
立ち絵は存在しない。
瀧（たき）、夏越（なごし）、扇（おうぎ）
声 - 角川竜二、野宮カヲル、神楽坂恋詩
アロハのアルバイト仲間で、心太のオタク仲間。
立ち絵は無いが、ゲーム中のCGやWeb漫画でキャラデザインを確認できる。

## スタッフ
原画は『スーパーブラックジャック』シリーズや『大正野球娘。』のこうたろが担当、シナリオは『夢見師』や『夢見白書』の木村ころやが担当している。公式サイトでは大石コウ作画によるWEBコミックも配信された。
- シナリオ - 木村ころや
- キャラクターデザイン・原画 - こうたろ
- MAP用キャラクターデザイン - 緑青黒羽
- SDキャラ・SDイベント原画 - 伊藤大高
- グラフィック統括・背景彩色、デザインワークス - とよ
- キャラクター・イベントCG彩色 - とよ、もちやま
- ロゴデザイン - とよ、ぽよよんろっく
- BGM - 4-EVER

## 主題歌
オープニングテーマ「Kiss+kissでおわらない」
作詞 - 畑亜貴 / 作曲・編曲 - 小池雅也 / 歌 - でんぱ組.inc（小和田あかり、西村めめ、古川末鈴、夢眠ねむ）
エンディングテーマ「Star☆Tin'」
作詞 - 月宮うさぎ / 作曲・編曲 - 小池雅也 / 歌 - ULTRA-PRISM
シングルCDの項目も参照のこと。

## 評価
『PC Angel neo』に本作のレビューが掲載された。レビュアーの卯月一は、本作では主人公の気持ちはヒロイン5人の間で揺れ動くことになるが、それぞれのヒロインに思い入れがあるという設定になっているため、優柔不断の悪印象は持たなかったと述べている。個別ルートではヒロインの悩みを解決していくことになるが、それほどシリアスな展開にはならず、盛り上がりに欠けた印象は否めないと評している。セールスポイントである「リゾートの雰囲気と明るいH」という点に関しては期待どおりであったという。テキストの約8割はギャグであったとし、にもかかわらずハーレムエンドがなかったのは残念であったと結んでいる。
ライターのカズオはGame-Styleに寄せたレビューの中で、「主人公をめぐるヒロインたちとの恋愛模様の中で、彼らが成長していく過程を読んでいて面白かった」と評価し、立夏が時折見せる弱みがたまらなかったと述べている。
おたぽるのLeonekoは、本作について「タイトルの『トロピカル』という言葉から連想できるように、パーティーピーポーの雰囲気が漂うが、Hシーンも絵も充実しており、シナリオも完璧である」と評価した。

## OVA
いずれもCollaboration Worksより発売のアダルトアニメDVD。キャストはゲームと同様。
- 2012年10月26日　『トロピカルKISS 〜キュンっとなった花火はキレイでしょ?編〜』
- 2012年12月28日　『トロピカルKISS 〜ビチョ濡れダイエット!? 武士は食わなきゃ後の祭編〜』
- 2014年3月23日　『トロピカルKISS 〜貧乳だって人間だ！ 女の価値は、お乳で決まる!? な、訳ないじゃんバカヤロー!!　by立夏編〜』

2014年6月27日から、『キュンっとなった花火〜』と『ビチョ濡れダイエット!?〜』両方を収録したBlu-ray Disc『トロピカルKISS 〜ビチョ濡れ花火はキレイでしょ？ Blu-ray HDを見なきゃ後の祭り編〜』が発売。

### スタッフ（OVA）
- 原作 - 『トロピカルKISS』（Twinkle）
- 企画 - 盛こかん
- プロデューサー - TYNetwork
- 監督 - 股野龍三
- 演出 - 白濁王子（『キュンっとなった花火〜』、『貧乳だって人間だ！〜』） / 紫乃宮艶子（『ビチョ濡れダイエット!?〜』）
- 脚本 - 木室隆
- キャラクターデザイン - citizen08
- 作画監督 - citizen08（『キュンっとなった花火〜』、『ビチョ濡れダイエット!?〜』）、kim min sang（『貧乳だって人間だ！〜』）
- 製作 - Collaboration Works

## パチスロ
2017年9月19日より全国ホールにて導入。発売元はハイライツ・エンタテインメント。
スウィートVer（型式名：トロピカルキス ビター/HC）とビターVer（型式名：トロピカルキス ビター/HA）の2種類があり、ボーナスと一定条件（ボーナス中のBAR揃い等）から突入する純増0.3枚のART（本機ではSRTと呼称・最低50ゲーム〜最高で次回ボーナスまで）を搭載している。
- スーパービッグボーナス（同色7）：ビター300枚、スウィート252枚
- ビッグボーナス（右側異色）：ビター207枚、スウィート152枚
- アロハボーナス（右側バー）：ビター108枚、スウィート54枚